# Diplolaimella monhysteroides
Diplolaimella monhysteroides är en rundmaskart. Diplolaimella monhysteroides ingår i släktet Diplolaimella och familjen Monhysteridae. Arten är reproducerande i Sverige. Inga underarter finns listade i Catalogue of Life.